# 通州 (西魏)
通州，是中国西魏时设置的州，歷西魏、北周、隋朝、唐朝、五代，北宋達州之前身。

## 沿革
西魏廢帝二年（553年）改萬州置，治所在石城縣（今四川省達州市）。轄境相當今四川省達州、開江、宣漢、萬源，重慶市城口等市縣。
隋朝大業初年改為通川郡。唐朝武德元年（618年）仍改稱通州。天寶元年（742年）再改為通川郡。乾元元年（758年）再改為通州。
北宋乾德三年（965年）宋滅後蜀，將通州改為達州。
| 隋代行政区划变遷 | 隋代行政区划变遷 | 隋代行政区划变遷 | 隋代行政区划变遷 | 隋代行政区划变遷 | 隋代行政区划变遷 | 隋代行政区划变遷 | 隋代行政区划变遷 | 隋代行政区划变遷 | 隋代行政区划变遷 | 隋代行政区划变遷 | 隋代行政区划变遷 | 隋代行政区划变遷 | 隋代行政区划变遷 | 隋代行政区划变遷                   |
| 区划             | 開皇元年         | 開皇元年         | 開皇元年         | 開皇元年         | 開皇元年         | 開皇元年         | 開皇元年         | 開皇元年         | 開皇元年         | 開皇元年         | 開皇元年         | 開皇元年         | 区划             | 大業3年                            |
| ---------------- | ---------------- | ---------------- | ---------------- | ---------------- | ---------------- | ---------------- | ---------------- | ---------------- | ---------------- | ---------------- | ---------------- | ---------------- | ---------------- | ---------------------------------- |
| 州               | 通州             | 通州             | 通州             | 通州             | 通州             | 通州             | 通州             | 通州             | 通州             | 開州             | 開州             | 開州             | 郡               | 通川郡                             |
| 郡               | 開巴             | 新寧             | 東关             | 寧巴             | 寿陽             | 巴中             | 三岡             | 臨清             | 三巴             | 永昌             | 周安             | 万世             | 县               | 通川 三岡 石鼓 東乡 宣漢 西流 万世 |
| 县               | 石城             | 三岡             | 蛇龙 新寧        | -                | -                | -                | -                | 石鼓 臨清        | 東乡 下蒲 巴渠   | 宣漢             | 西流             | 万世             | 县               | 通川 三岡 石鼓 東乡 宣漢 西流 万世 |

| 唐朝通州辖县 | 唐朝通州辖县                                                                 |
| ------------ | ---------------------------------------------------------------------------- |
| 618年        | 通川县、三冈县、石鼓县、东乡县（宣汉县改属南并州）                           |
| 619年        | 通川县、三冈县、石鼓县、东乡县（增新宁县、思来县）                           |
| 620年        | 通川县、三冈县、石鼓县、新宁县、思来县（东乡县改属南石州）                   |
| 625年        | 通川县、三冈县、石鼓县、新宁县、思来县（东乡县来属）                         |
| 627年        | 通川县、三冈县、石鼓县、新宁县、东乡县（废除思来县，宣汉县、永穆县来属）     |
| 634年        | 通川县、三冈县、石鼓县、新宁县、东乡县、宣汉县、永穆县                       |
| 750年        | 通川县、三冈县、石鼓县、新宁县、东乡县、宣汉县、永穆县（增阆英县）           |
| 765年        | 通川县、三冈县、石鼓县、新宁县、东乡县、宣汉县、永穆县、阆英县（增巴渠县）   |
| 826年        | 通川县、巴渠县、新宁县、东乡县、宣汉县、永穆县、阆英县（废除三冈县、石鼓县） |
| 829年        | 通川县、东乡县、宣汉县、永穆县、阆英县（巴渠县、新宁县改属开州）             |
| 830年        | 通川县、东乡县、宣汉县、永穆县、阆英县（巴渠县、新宁县来属）                 |
| 847年        | 通川县、东乡县、宣汉县、永穆县、阆英县、巴渠县、新宁县（再设石鼓县）         |
| 851年        | 通川县、东乡县、宣汉县、永穆县、阆英县、巴渠县、新宁县、石鼓县（再设三冈县） |

唐朝通州刺史
- 张士贵（武德初年）
- 薛敏（武德年间）
- 独孤修法（武德年间）
- 任瓌（626年—629年）
- 李桐客（贞观初年）
- 蒋敳（贞观年间）
- 韦元整（贞观年间）
- 李尚客（唐高宗时）
- 李譔（688年）
- 于光远（武周时）
- 王齐望（武周时）
- 李峤（705年）
- 李朝隐（景云年间）
- 朱崇庆（开元初年）
- 崔子仪（开元初年）
- 李适之（726年）
- 王琚（736年）
- 元恺（唐玄宗时）
- 董恒（唐玄宗时）
- 通川郡太守
- 韩滉（乾元年间）
- 李岘（乾元末年—上元年间）
- 刘晏（761年—762年）
- 长孙元适（唐代宗时）
- 吴凑（建中初年—贞元初年）
- 独孤良器（贞元年间）
- 郑羽客（贞元年间）
- 于昌润（贞元后期）
- 薛钧（贞元年间）
- 张愻（805年）
- 豆卢靖（806年）
- 李进贤（814年）
- 林晔（元和年间）
- 元稹（818年）
- 张平叔（822年）
- 郭曥（宝历、大和年间）
- 辛某（832年）
- 郑某（会昌年间）
- 郑液（851年—852年）
- 郭镠（大中末年—咸通初年）
- 谢瞳（光启年间）
- 李彦昭（895年）
- 韦贻范（901年）
- 张蕲
- 郭珮
- 李长
- 公孙彦藻
- 李希实